# Max Donnevert

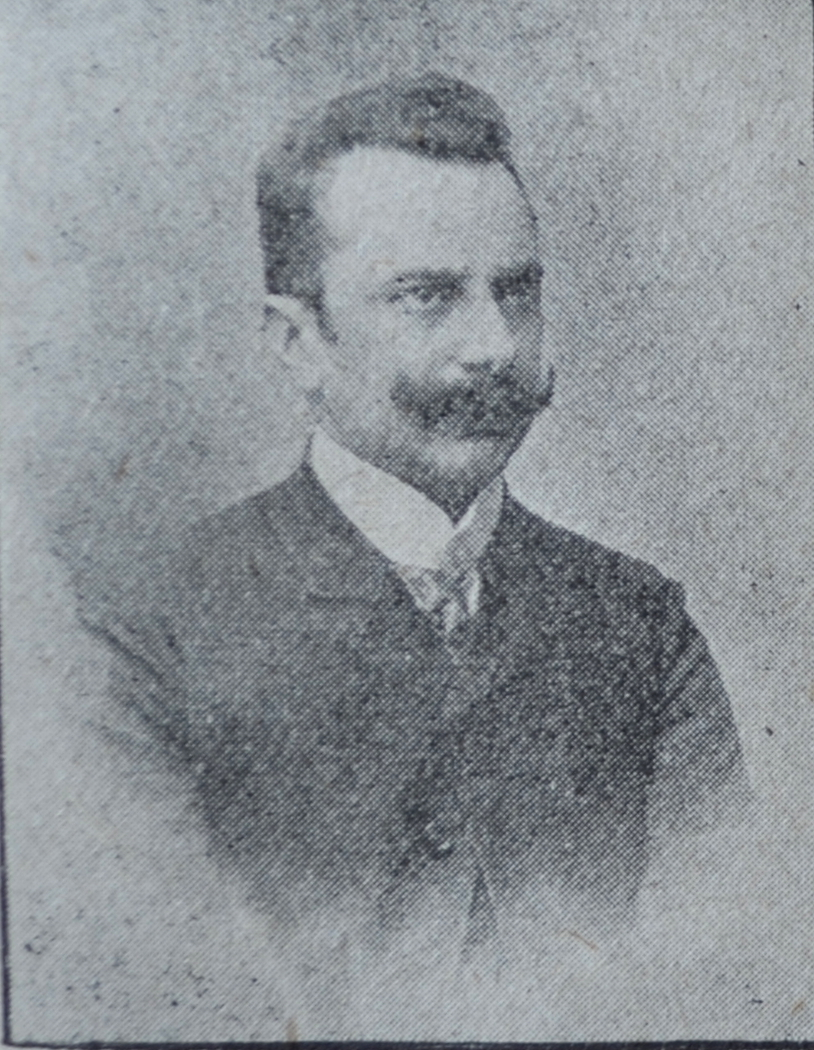
Max Donnevert, 1911

Maximilian Donnevert (* 19. Dezember 1872 in Saarlouis; † 4. Februar 1936 in Berlin) war ein deutscher Jurist, Politiker und Wissenschaftsfunktionär.

## Leben
Nach Gymnasialbesuch studierte er an den Universitäten Freiburg, Straßburg und Berlin Rechts- und Staatswissenschaften. Während seines Studiums wurde er Mitglied des Studentengesangvereins Arion Straßburg im Sondershäuser Verband.
Nach der großen Staatsprüfung (1900) war er in Saargemünd, Sierck, Metz und Colmar als Referendar, ab 1901 als Rechtsanwalt am Landgericht Metz tätig. Im Ersten Weltkrieg diente er als Rittmeister bei der Bayrischen Landwehr-Kavallerie. Ab 1916 arbeitete er in der deutschen Verwaltung Belgiens, ab 1919 bei den Reichsabwicklungsbehörden in Berlin, ab 1920 im Reichsinnenministerium. Hier wurde er Leiter der kulturpolitischen Abteilung und Reichskommissar bei der Notgemeinschaft deutscher Wissenschaften und bei der Kaiser-Wilhelm-Gesellschaft. Zuletzt wirkte er als Leiter der Reichstauschstelle im Reichsministerium des Innern.
Für die Liberaldemokraten kandidierte er bei der Landtagswahl 1911 im Wahlkreis Metz I für den Landtag des Reichslandes Elsaß-Lothringen. Im ersten Wahlgang erreichte er 1.711 Stimmen oder 45,3 %, im zweiten Wahlgang lag er mit 2.506 Stimmen oder 63,7 % deutlich vor dem Kandidaten des Zentrums. Damit war Donnevert 1911 bis 1918 Mitglied der zweiten Kammer des Landtages.
Nach der Wiedereingliederung Elsaß-Lothringens nach Frankreich wurde Donnevert Vorsitzender des deutschen „Hilfsbundes für die Elsaß-Lothringer im Reich“ und zweiter Vorsitzender des „Wissenschaftliches Institutes der Elsaß-Lothringer im Reich“, ELI, unter dem Vorsitzenden Albert Ehrhard.
Ab 1927 war er Ehrenmitglied der Kaiser-Wilhelm-Gesellschaft und wegen seiner Unterstützung als Ministerialrat im Innenministerium Ehrenmitglied des  Beethoven-Hauses Bonn. Von der Universität Frankfurt am Main erhielt er die Ehrendoktorwürde. Außerdem war er Träger der Goethe-Medaille für Kunst und Wissenschaft und des Goldenen Rings des Deutschen Museums.
Seine letzte Ruhestätte, mit seiner Frau Berta Jakobine geb. Buschmann (1878–1967), befindet sich auf dem Südwestkirchhof Stahnsdorf.

## Veröffentlichung
- Straßburger Männergesangverein und Metzer Liederkranz, Metz (1913).